# 太田紫織
太田 紫織（おおた しおり、1978年3月8日 -）は、日本の小説家・推理作家。北海道札幌市出身。女性。既婚者。日本推理作家協会会員。代表作に『櫻子さんの足下には死体が埋まっている』シリーズがある。

## 経歴・人物
投稿コミュニティサイト、E★エブリスタにて、小説や写真、俳句など多数の作品を投稿していた。2012年に同サイトにてEleanor.S名義で発表した『櫻子さんの足下には死体が埋まっている』で『E★エブリスタ 電子書籍大賞ミステリー部門』（角川書店）優秀賞を受賞する。2013年2月、同作が角川書店の角川文庫より書籍化され、作家デビューする。なお、同作での受賞の他に、『Rosalind Rondo』で『怪盗ロワイヤル小説大賞』優秀賞、『【芥】actor〜二重奏〜』で『E★エブリスタ×『カルテット』小説コンテスト』大賞を受賞している。2012年まで旭川市在住。2014年、新潮社の雑誌『yom yom』誌上で『緑羅紗扉の向こうの時間』の連載を開始し、後に新潮文庫より『オークブリッジ邸の笑わない貴婦人』の題で文庫化。
子供の頃から、アーサー・コナン・ドイルやアガサ・クリスティの作品を愛読していた。

## 作品リスト
著作のうち現代日本を取り扱った小説作品は、いずれも太田の出身である北海道が主な舞台となっている。

### シリーズ作品
櫻子さんの足下には死体が埋まっている シリーズ 《イラスト：鉄雄》
旭川市が主な舞台。
- 櫻子さんの足下には死体が埋まっている（2013年2月 角川文庫）
- 櫻子さんの足下には死体が埋まっている 骨と石榴と夏休み（2013年5月 角川文庫）
- 櫻子さんの足下には死体が埋まっている 雨と九月と君の嘘（2013年9月 角川文庫）
- 櫻子さんの足下には死体が埋まっている 蝶は十一月に消えた（2014年2月 角川文庫）
- 櫻子さんの足下には死体が埋まっている 冬の記憶と時の地図（2014年6月 角川文庫）
- 櫻子さんの足下には死体が埋まっている 白から始まる秘密（2014年11月 角川文庫）
- 櫻子さんの足下には死体が埋まっている 謡う指先（2015年2月 角川文庫）
- 櫻子さんの足下には死体が埋まっている はじまりの音（2015年9月 角川文庫）
- 櫻子さんの足下には死体が埋まっている 狼の時間（2016年1月 角川文庫）
- 櫻子さんの足下には死体が埋まっている 八月のまぼろし（2016年7月 角川文庫）
- 櫻子さんの足下には死体が埋まっている 蝶の足跡（2017年3月 角川文庫）
- 櫻子さんの足下には死体が埋まっている ジュリエットの告白（2017年8月 角川文庫）
- 櫻子さんの足下には死体が埋まっている わたしのおうちはどこですか（2017年10月 角川文庫）
- 櫻子さんの足下には死体が埋まっている キムンカムイの花嫁（2018年9月 角川文庫）
- 櫻子さんの足下には死体が埋まっている わたしを殺したお人形（2019年12月 角川文庫）
- 櫻子さんの足下には死体が埋まっている 蝶は聖夜に羽ばたく（2020年9月 角川文庫）
- 櫻子さんの足下には死体が埋まっている 櫻花の葬送（2021年3月 角川文庫）
- 櫻子さんの足下には死体が埋まっている Side Case Summer（2022年5月 角川文庫）

櫻子さんの足下には死体が埋まっている 特別篇
- 櫻子さんの足下には死体が埋まっている 薄暮の時間（2016年9月 ブックレット 非売品[9]）

魔女は月曜日に嘘をつく シリーズ 《イラスト：清原紘》
江別市が主な舞台。
- 魔女は月曜日に嘘をつく（2014年11月 朝日エアロ文庫）
- 魔女は月曜日に嘘をつく2（2015年6月 朝日エアロ文庫）
- 魔女は月曜日に嘘をつく3（2018年3月 朝日文庫）

オークブリッジ邸の笑わない貴婦人 シリーズ 《監修：村上リコ、イラスト：鈴木久美》
東川町が主な舞台。
- オークブリッジ邸の笑わない貴婦人 新人メイドと秘密の写真（2015年8月 新潮文庫nex）
- オークブリッジ邸の笑わない貴婦人2 後輩メイドと窓下のお嬢様（2016年5月 新潮文庫nex）
- オークブリッジ邸の笑わない貴婦人3 奥様と最後のダンス（2017年9月 新潮文庫nex）

昨日の僕が僕を殺す シリーズ 《イラスト：BUNBUN》
小樽市が主な舞台。
- 昨日の僕が僕を殺す（2018年7月 角川文庫）
- 昨日の僕が僕を殺す リュウグウノハナヨメ（2018年12月 角川文庫）
- 昨日の僕が僕を殺す 壊された少女たち（2020年3月 角川文庫）

涙雨の季節に蒐集家は、 シリーズ 《イラスト：西澤エノ》
旭川市が主な舞台。
- 涙雨の季節に蒐集家は、（2021年6月 角川文庫）
- 涙雨の季節に蒐集家は、 夏に遺した手紙（2021年12月 角川文庫）
- 涙雨の季節に蒐集家は、 あなたがくれた約束（2022年6月 角川文庫）

後宮の毒華 シリーズ 《イラスト：千景》
- 後宮の毒華（2022年12月 角川文庫）
- 後宮の毒華 夏炎の幽妃（2023年8月 角川文庫）
- 後宮の毒華 秋蝶の毒妃（2024年3月 角川文庫）

魔女のいる珈琲店と4分33秒のタイムトラベル シリーズ 《イラスト：禅之助》
札幌市が主な舞台。
- 魔女のいる珈琲店と4分33秒のタイムトラベル（2023年4月 文春文庫）
- 魔女のいる珈琲店と4分33秒のタイムトラベル2（2023年7月 文春文庫）

### シリーズ外作品
ファンタジーへの誘い-ストーリーテラーのことのは-（2016年6月 徳間書店） 《インタビュー集》
あしたはれたら死のう（2016年12月 文春文庫） 《イラスト：土屋堅一》
音更町が主な舞台。
ホームズは北海道で怪異を嗤う（2018年12月 双葉文庫） 《イラスト：六七質》
北海道全域が主な舞台。
銀河の森、オーロラの合唱（2019年2月 文春文庫） 《イラスト：丹地陽子》
陸別町が主な舞台。
疵痕とラベンダー（2023年10月 潮文庫） 《イラスト：hiko》
札幌市が主な舞台。
黒雪姫と七人の怪物 最愛の人を殺されたので黒衣の悪女になって復讐を誓います（2024年12月 新潮文庫nex） 《イラスト：おむ・ザ・ライス》
あなたの思い出なに色ですか インクの魔女と約束のガラスペン（2025年7月 文春文庫） 《イラスト：丹地陽子》
ニセコ町が主な舞台。

### コミックス原作
櫻子さんの足下には死体が埋まっている 《キャラクター原案：鉄雄、漫画：水口十》
- 1（2015年11月 角川コミックス・エース）
- 2（2018年2月 角川コミックス・エース）

櫻子さんの足下には死体が埋まっている 蝶は十一月に消えた 《キャラクター原案：鉄雄、漫画：綾峰けう》
- （2017年9月 角川コミックス・エース）

後宮の毒華 《キャラクター原案：千景、漫画：いずも甘茶》
- 1（2023年10月 フロースコミック）
- 2（2024年9月 フロースコミック）

## 映像化作品
テレビアニメ
- 櫻子さんの足下には死体が埋まっている（2015年10月 - 12月）

テレビドラマ
- 櫻子さんの足下には死体が埋まっている（2017年4月 - 6月、フジテレビ）